# Hrabstwo King (Waszyngton)
Hrabstwo King (ang. King County) – hrabstwo w stanie Waszyngton w Stanach Zjednoczonych. Hrabstwo zajmuje powierzchnię całkowitą 2306,53 mil² (5973,88 km²). Według szacunków United States Census Bureau w roku 2009 miało 1 916 441 mieszkańców. Siedzibą hrabstwa jest Seattle.
Obszar został wydzielony z hrabstwa Thurston 22 grudnia 1852 roku. Nazwa została ustanowiona na cześć senatora i wiceprezydenta USA Williama R. Kinga oraz działacza na rzecz praw obywatelskich Martina Luthera Kinga.

## Miasta
| Miasta | Miasta | CDP | CDP |
| --- | --- | --- | --- |
| - Algona - Auburn - Bellevue - Beaux Arts Village - Black Diamond - Bothell - Burien - Carnation - Clyde Hill - Covington - Des Moines - Duvall - Enumclaw - Federal Way - Hunts Point - Issaquah - Kenmore - Kent - Kirkland | - Lake Forest Park - Maple Valley - Medina - Mercer Island - Newcastle - Normandy Park - North Bend - Pacific - Redmond - Renton - Sammamish - SeaTac - Seattle - Shoreline - Snoqualmie - Skykomish - Tukwila - Woodinville - Yarrow Point | - Ames Lake - Baring - Boulevard Park - Bryn Mawr-Skyway - Cottage Lake - East Renton Highlands - East Hill-Meridian - Fairwood - Fall City - Hobart - Klahanie - Lake Holm - Lake Marcel-Stillwater - Lake Morton-Berrydale | - Lakeland North - Lakeland South - Maple Heights-Lake Desire - Mirrormont - Ravensdale - Riverbend - Riverton - Shadow Lake - Tanner - Union Hill-Novelty Hill - Vashon - White Center - Wilderness Rim |